# آب، نان، آواز
آلبوم آب، نان، آواز هشتمین آلبوم همایون شجریان است. این آلبوم به آهنگسازی علی قمصری در اسفند سال ۱۳۸۸ در ایران به صورت لوح فشرده منتشر شد و دارای ۱۱ قطعه است. نسخه اولیه این آلبوم آهنگی به نام ایران داشت که به دلیل عدم اخذ مجوز ارشاد از آلبوم آب، نان، آواز حذف شد.

## نوازندگان
- سهراب پورناظری: کمانچه
- نگار خارکن: کمانچه آلتو
- مصباح قمصری: بم کمان و سازهای کوبه‌ای
- نوید افقه: تنبک
- پاشا هنجنی: نی
- گلناز خاضعی: دف
- علی قمصری: تار، بم تار، عود

## توضیحات
علی قمصری در مورد این اثر می‌گوید: من در گذشته در کنار موسیقی ایرانی در حوزه موسیقی کلاسیک غربی نیز فعالیت می‌کردم و اولین حضور اجتماعی جدی در حوزه موسیقی با کلام به آهنگسازی آلبوم نقش خیال بازمی‌گردد که باعث شد تا از آن زمان به بعد بیشتر روی موسیقی ایرانی تمرکز کنم. در این آلبوم من سعی کردم به نوعی از موسیقی چند صدایی نزدیک شوم که به وسیله یک بافت عمودی در ملودی‌ها انسجام پیدا کرده است. علاوه بر آن در زمینهٔ ریتمیک نیز سعی کرده‌ام به شعر ایرانی نگاه ریتمیک جدیدی داشته باشم. او تصریح می‌ک‌ند: آلبوم آب، نان، آواز در دورهٔ از آهنگسازی من اتفاق افتاد که دغدغه‌ام پیدا کردن زبان هارمونیک ایرانی بود. هنوزم معتقدم که هوموفونی به موسیقی ایرانی می‌تواند بیشتر از پلی‌فونی سلیقه‌ای کمک کند. هوموفونی موسیقی را به طرف نرم و روشن‌تر شدن پیش می‌برد و مولفه ملودی اصلی را بیشتر به رسمیت می‌شناسد.

## نقد اثر
خبرگزاری جمهوری اسلامی ایران، ایرنا، در نقد این اثر می‌نویسد: «در آب، نان، آواز، پایمال کردن شعر در میان اصوات هارمونیزه شده در غالب تصانیف و آوازهای این اثر به خوبی مشهود است. در این اثر، آواز به عنوان یک ساز در نظر گرفته شده و خواننده به عنوان ابزار مطرح کردن ایده!»

## قطعات
| ردیف | عنوان                                                                               | مدت زمان |
| ---- | ----------------------------------------------------------------------------------- | -------- |
| ۱    | مقدمهٔ چهارگاه به همراه آواز بداهه "برون از دیده هاً کلام مولانا                      | ۴:۵۰     |
| ۲    | تصنیف "در عاشقی" کلام مولانا                                                        | ۴:۱۷     |
| ۳    | تکنوازی تار                                                                         | ۳:۱۶     |
| ۴    | تصنیف آب، نان، آواز کلام شفیعی کدکنی                                                | ۵:۱۶     |
| ۵    | مقدمه دشتی - آوازهای ریتمیک "بی‌دل و بی‌زبان" و "صنما" - کلام مولانا از همایون شجریان | ۱۵:۰۷    |
| ۶    | چهارمضراب دشتی "سه نوازی"                                                           | ۱:۵۵     |
| ۷    | تصنیف "شهر به شهر" - کلام هاتف اصفهانی                                              | ۷:۳۲     |
| ۸    | تصنیف "خاکدان عشق" - کلام مولانا                                                    | ۴:۱۹     |
| ۹    | مقدمه تصنیف "می عشق"                                                                | ۴:۱۹     |
| ۱۰   | تصنیف "می عشق" - کلام علی غضنفری                                                    | ۵:۰۷     |
| ۱۱   | تصنیف "به جان تو" - کلام مولانا                                                     | ۴:۳۵     |